# 罗什昂雷尼耶
罗什昂雷尼耶（法語：Roche-en-Régnier，法語發音：[ʁɔʃ ɑ̃ ʁeɲe]）是法国上卢瓦尔省的一个市镇，属于勒皮区。

## 地理
罗什昂雷尼耶（45°13'17"N, 3°56'29"E）面积26.92 平方千米，位于法国奥弗涅-罗讷-阿尔卑斯大区上盧瓦爾省，该省份为法国中南部省份，北起多姆山省和卢瓦尔省，西接康塔爾省，南至洛泽尔省，东临阿尔代什省。
与罗什昂雷尼耶接壤的市镇（或旧市镇、城区）包括：卢瓦尔河畔沙马利耶尔、勒图尔纳克、圣安德烈德沙朗孔、圣皮埃尔迪尚、索利尼亚克苏罗什、沃雷。

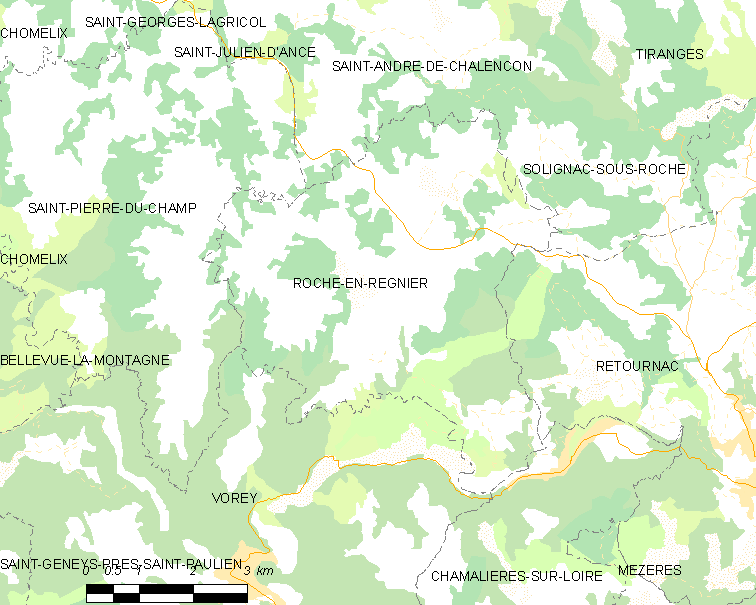
罗什昂雷尼耶的OSM定位图

罗什昂雷尼耶的时区为UTC+01:00、UTC+02:00（夏令时）。

## 行政
罗什昂雷尼耶的邮政编码为43810，INSEE市镇编码为43164。

## 政治
罗什昂雷尼耶所属的省级选区为上沃莱花岗岩高原县。

## 人口

1962-2008年间罗什昂雷尼耶人口变化图示

罗什昂雷尼耶于2022年1月1日时的人口数量为477人。